# 尾張旭市立旭中学校
尾張旭市立旭中学校（おわりあさひしりつあさひちゅうがっこう）は、愛知県尾張旭市にある公立の中学校。

## 概要
旭中学校は尾張旭市の中心部に位置し、およそ900人が通う学校である。国道363号（瀬港線）以南に住む生徒には、自転車通学が認められている。運動場には、夜間照明灯が設置されている。
- 生徒数 - 904名
- 校長 - 浅野 謙一
- 職員数 - 69名
- 学級数 - 27（特殊3学級含む）

2021年4月現在

### 校歌
1962年制定。中学校の公式ページ参照
作詞 - 松田好夫
作曲 - 信時潔

### 校訓
｢健康・誠実・英知」を基に、知・徳・体の調和の取れた
- 自ら学び、深く考え、主体的に行動する生徒
- 礼儀正しく自律的で、社会の一員として心豊かな生活を築く生徒
- 命を尊び、心と体を鍛え、たくましく生きる生徒の育成に努める。

### 校則
旭中学校は、生徒に自主性を持たせるために、他校より校則が少なくなっていたが、2010年度（平成22年度）から生徒会・職員会などで新しい校則が作成された。

### 学級
学級は平均8クラスであり、その年の入学者によって異なる。障害のある生徒のために特別支援学級を3クラス設置する。1年生は35人学級制、2・3年生は40人学級制で、クラスはアルファベットで表される。平成26年度の入学生が多かったため新1年生は10学級となった。

### 学年・クラス色
各学年には色があり、生徒はその色の校章が入っている名札とスリッパを3年間使う。茶、緑、青の3色で、3年生の卒業後の色は、新1年生が使用する。2021年度は、1年生が青、2年生が茶、3年生が緑である。
各クラスには色があり、生徒はその色のついたハチマキと旗を体育大会などで使用する。クラス色は以下のとおりである。
A組 - 紫、B組 - 緑、C組 - 桃、D組 - 橙、E組 - 黄、F組 - 赤、G組 - 青、H組 - 白、Ｉ組-黒

## 沿革
- 1947年 - 旭町立旭中学校が旭前町地内に開校。
- 1955年 - 旭東中学校が三郷地内で分離独立。
- 1961年 - 学校統合。学校長は松原勝（東西両教場で分かれて授業を始める）、校名決定（旭中学校）、校章決定、新校舎地鎮祭。
- 1962年 - 第一期工事完成。校旗樹立、校歌制定、同窓会創立総会、東西教場より新校舎へ移転（5日間）、新校舎にて授業開始。
- 1965年 - 旭中学校後援会が発足。
- 1970年 - 尾張旭市立旭中学校となる。
- 1976年 - 尾張旭市立東中学校が分離独立。
- 1980年 - 尾張旭市立西中学校が分離独立。
- 1987年 - 武道場の誠心館が竣工。
- 1992年 - コンピュータ室完成。
- 2009年 - 太陽光発電システムを導入。

## 学校行事

### ラフェスタ旭
生徒会主催の、旭中学校独自の文化祭・体育祭があったが、平成21年度から学習指導要領の変更で総合の時間を準備に使えなくなったため、教師主催の文化祭・体育祭に戻った。

## 部活動

### 運動部
- 男子バスケットボール部
- 女子バスケットボール部
- 男子バレーボール部
- 女子バレーボール部
- ソフトテニス部
- 陸上競技部
- 駅伝部（8月 - 10月の期間限定）
- 野球部（男子）
- サッカー部（男子）
- 卓球部
- 剣道部
- ソフトボール部（女子）

### 文化部
- 吹奏楽部
- 美術部
- 囲碁部

## 授業時間帯
通常は、50分日程で授業が行われる。冬期（11月中旬 - 2月末）などは、45分日程となる。

### 日課表
|                      | 50分授業      | 45分授業      |
| -------------------- | ------------- | ------------- |
| 朝ST(ショートタイム) | 8:30 - 8:40   | 8:30 - 8:40   |
| 1時限目              | 8:50 - 9:40   | 8:50 - 9:35   |
| 2時限目              | 9:50 - 10:40  | 9:45 - 10:30  |
| 3時限目              | 10:50 - 11:40 | 10:40 - 11:25 |
| 4時限目              | 11:50 - 12:40 | 11:35 - 12:20 |
| 給食                 | 12:40 - 13:10 | 12:20 - 12:50 |
| 清掃                 | 13:20 - 13:30 | 13:00 - 13:10 |
| 5時限目              | 13:45 - 14:35 | 13:25 - 14:10 |
| 6時限目              | 14:45 - 15:35 | 14:20 - 15:05 |

## 生徒会活動

### 生徒会執行部
生徒会執行部は会長1名、役員6名の合計7名で構成されている。平成22年度より、「役員は性別によって決められるべきではない」として「男子3名、女子3名」という規定が訂正された。

### クリーンキャンペーン
平成21年度後期より「旭中生が利用し汚してしまった学校およびその周辺の公園を、旭中生が清掃する。」という目的で実施している。

## 卒業生の進路
卒業生の約6割が公立高校へ、約3割が私立高校へ進学する。

## 著名な卒業生
- 青木さやか - ワタナベエンターテインメント所属のお笑い芸人、タレント、女優。
- 田村翔太 - プロサッカー選手
- 青海ひな乃 - SKE48所属

## 通学区域
尾張旭市立旭小学校、旭丘小学校、城山小学校、本地原小学校の4学区の生徒が通う。

## 周辺
- 尾張旭市役所
- 名鉄瀬戸線尾張旭駅
- 尾張旭郵便局
- 尾張旭市立図書館
- 尾張旭市文化会館
- 尾張旭市中央公民館

## 交通アクセス
- 名鉄瀬戸線尾張旭駅下車、徒歩約2分。